# Bekan
Bekan (auch: Nanjare, Naucharii-tō) ist eine Insel des Ailinglaplap-Atolls in der Ralik-Kette im ozeanischen Staat der Marshallinseln (RMI).

## Geographie
Das Motu liegt im Nordsaum des Riffs zwischen Katej (O) und weiteren unbenannten Motu im Westen an der Naucharin Passage (Nanjare, Naucharin-Suido). Das nächste namhafte Motu im Westen ist Woja am Westende des Atolls.

## Klima
Das Klima ist tropisch heiß, wird jedoch von ständig wehenden Winden gemäßigt. Ebenso wie die anderen Orte der Ailinglaplap-Gruppe wird Bekan gelegentlich von Zyklonen heimgesucht.